# Arrondissement judiciaire de Huy
Subdivisions
L'arrondissement judiciaire de Huy  était l'un des quatre arrondissements judiciaires de la province de Liège en Belgique et l'un des neuf qui dépendaient du ressort de la Cour d'appel de Liège. Il fut formé le 18 juin 1869 lors de l'adoption de la loi sur l'organisation judiciaire et fait partie de l'arrondissement judiciaire de Liège depuis la fusion des arrondissements judiciaires de 2014.

## Subdivisions
L'arrondissement judiciaire de Huy était divisé en 3 cantons judiciaires,. Il comprenait 23 communes, celles de l'arrondissement administratif de Huy, une des vingt-quatre communes de l'arrondissement administratif de Liège et  cinq des quatorze communes de l'arrondissement administratif de Waremme.
Note : les chiffres et les lettres représentent ceux situés sur la carte.
1. Canton judiciaire d'Hamoir
      1. Anthisnes
  2. Clavier
  3. Comblain-au-Pont
  4. Ferrières
  5. Hamoir
  6. Modave
  7. Nandrin
  8. Ouffet
  9. Tinlot
2. Canton judiciaire d'Huy
      1. Amay
  2. Engis
  3. Huy
  4. Marchin
  5. Wanze
3. Canton judiciaire d'Huy-Hannut
      1. Braives
  2. Burdinne
  3. Hannut
  4. Héron
  5. Lincent
  6. Saint-Georges-sur-Meuse
  7. Verlaine
  8. Villers-le-Bouillet
  9. Wasseiges